# Planète à période de révolution ultra-courte
Cet article concerne l'astronomie. Pour l'agence fédérale de protection des monuments nationaux américains (USPP), voir United States Park Police.

Représentation artistique de la révolution ultra-courte de 55 Cancri e

Une planète à période de révolution ultra-courte (en anglais ultra-short-period planet, en abrégé USPP) est une planète qui fait le tour de son étoile en moins d’une journée terrestre. Ce type de planètes ne peut exister qu'autour d'étoiles dont la masse n'excède pas 0,88 fois celle du Soleil.

## Liste
D'après la base de données NASA Exoplanet Archive (NEA), au 12 septembre 2019, 91 exoplanètes confirmées orbitent autour de leur étoile en moins d'un jour terrestre.
 (septembre 2019).
| Planète          | Période de révolution en j | Référence  |
| ---------------- | -------------------------- | ---------- |
| PSR J1719-1438 b | 0,090706293 ± 0,000000002  | [ NEA 2 ]  |
| Kepler-429 b     | 0,21970                    | [ NEA 3 ]  |
| Kepler-70 b      | 0,240104 ± 0,000004        | [ NEA 4 ]  |
| K2-141 b         | 0,2803226 ± 0,0000013      | [ NEA 5 ]  |
| Kepler-429 c     | 0,32528                    | [ NEA 6 ]  |
| Kepler-70 c      | 0,342887 ± 0,000013        | [ NEA 7 ]  |
| Kepler-78 b      | 0,3550 ± 0,0004            | [ NEA 8 ]  |
| Kepler-42 c      | 0,45328509 ± 0,00000097    | [ NEA 9 ]  |
| Kepler-407 b     | 0,669310                   | [ NEA 10 ] |
| 55 Cancri e      | 0,7365515 ± 0,0000015      | [ NEA 11 ] |
| Kepler-32 f      | 0,74296 ± 0,00007          | [ NEA 12 ] |
| WASP-19 b        | 0,7888400 ± 0,0000003      | [ NEA 13 ] |
| Kepler-429 d     | 0,81161                    | [ NEA 14 ] |
| WASP-43 b        | 0,813475 ± 0,000001        | [ NEA 15 ] |
| Kepler-10 b      | 0,8374907 ± 0,0000002      | [ NEA 16 ] |
| CoRoT-7 b        | 0,85359163 ± 0,00000058    | [ NEA 17 ] |
| WASP-103 b       | 0,925542 ± 0,000019        | [ NEA 18 ] |
| WASP-18 b        | 0,94145299 ± 0,00000087    | [ NEA 19 ] |